# Телемеханіка
Телемеха́ніка (приблизно відповідає історичному англійському термінові англ. telemechanics) — галузь науки і техніки, присвячена теорії і технічним засобам автоматичного передавання на відстань повідомлень про стан об'єктів та команд керування. У теорії телемеханіки розглядаються структури та технічні засоби для передачі інформації і вивчається передача інформації при визначеній структурі.
У рамках телемеханіки вивчаються вимірювання, регулювання і контроль параметрів об'єктів, а також керування цими об'єктами на значній віддалі. Об'єктами телемеханічного керування і контролю можуть бути технологічні процеси, машини, пристрої тощо. Телемеханічні пристрої містять засоби кодування, передачі і приймання інформації каналами провідного та радіозв'язку. Засоби телемеханіки використовуються для телевимірювань і телекерування об'єктами енергосистем, газо- і нафтопроводів, атомних електростанцій тощо. До засобів телемеханізації належать пристрої телекерування, телесигналізації, телевимірювання, а також джерела живлення, диспетчерські пункти та пульти.

## Загальний опис
Телемеханіка відрізняється від галузей науки і техніки, пов'язаних з передаванням інформації на відстань (телефонія, телеграфія, телебачення тощо), специфічними особливостями, найважливіші з яких — передавання дуже повільно змінних даних; необхідність високої точності передачі вимірюваних величин (до 0,1%); недопустимість значного запізнювання сигналів; висока надійність передачі команд керування (імовірність виникнення помилкової команди має бути не більш 10−6 — 10−10); висока автоматизація процесів збору і використання інформації; телемеханіка допускає участь людини в передавання даних лише з  боку тракту передавання; централізованість переробки інформації. Вказані особливості обумовлені специфікою завдань, вирішуваних телемеханікою. Як правило, телемеханізація застосовується тоді, коли необхідно і доцільно об'єднати роз'єднані або територіально розосереджені об'єкти керування в єдиний виробничий комплекс. Наприклад, при керуванні газо- і нафтопроводом, енергосистемою, залізничним вузлом, мережею метеостанцій) або коли присутність людини на об'єкті керування небажано внаслідок того, що робота на об'єкті пов'язана з ризиком для здоров'я — наприклад, в атомній промисловості, на деяких хімічних підприємствах або неможливо, внаслідок недоступності об'єкту керування — наприклад, при керування непілотованою ракетою, місяцеходом).
Засоби автоматики, телемеханіки та зв'язку дозволяють автоматизувати процеси на залізниці, пов'язані з регулюванням руху поїздів, підвищити пропускну та провізну спроможність залізничних ліній та безпеку руху поїздів, продуктивність праці експлуатаційних працівників, поліпшити економічні показники роботи, зменшити час обороту вагонів.

## Дистанційне керування
Дистанційне керування (телекерування) — керування положенням або станом дискретних об'єктів та об'єктів з безперервною безліччю станів, методами і засобами телемеханіки.[джерело?]
Телекерування має передбачатися[ким?] в обсязі, необхідному для централізованого рішення задач по встановленню надійних і економічно вигідних режимів роботи електроустановок, що працюють в складних мережах, якщо ці завдання не можуть бути вирішені засобами автоматики. Телекерування повинно[джерело?] застосовуватися на об'єктах без постійного чергування персоналу, допускається його застосування на об'єктах з постійним чергуванням персоналу за умови частого і ефективного використання. Для телекерованих електроустановок операції дистанційного керування, так само як і дія пристроїв захисту та автоматики, не повинні вимагати додаткових оперативних перемикань на місці (з виїздом або викликом оперативного персоналу). При приблизно рівноцінних витратах і техніко-економічних показниках перевага повинна[джерело?] віддаватися автоматизації перед телекеруванням.

## Телеметрія
Телеметрія (телевимірювання) — отримання інформації про значення вимірюваних параметрів (напруги, струму, тиску, температури та інших) контрольованих і керованих об'єктів методами і засобами телемеханіки.
Сутність телевимірювання полягає в тому, що вимірювана величина, попередньо перетворена в струм або напругу, додатково перетворюється в сигнал, який потім передається по каналу зв'язку. Таким чином, передається не сама вимірювана величина, а еквівалентний їй сигнал, параметри якого вибирають так, щоб спотворення при передачі були мінімальними.
Телеметрія має на меті передавання основних електричних або технологічних параметрів (які характеризують режими роботи окремих електроустановок[уточнити]), необхідних для встановлення та контролю оптимальних режимів роботи всієї системи енергопостачання[уточнити] в цілому, а також для запобігання або ліквідації можливих аварійних процесів.
Телевимірювання найбільш важливих параметрів, а також параметрів, необхідних для подальшої ретрансляції, підсумовування або реєстрації, повинні виконуватися, як правило[джерело?], безперервними. Система передавання параметрів телеметрії на вищестоящі[що?] диспетчерські пункти, як правило, повинна виконуватися не більше ніж з одним щаблем ретрансляції.
Телевимірювання параметрів, що не вимагають постійного контролю, повинні[джерело?] здійснюватися періодично або за викликом. При виконанні телевимірювань повинні враховуватися необхідність місцевого відліку параметрів на контрольованих пунктах. Вимірювальні перетворювачі (датчики телеметрії), що забезпечують місцевий відлік показань, як правило, повинні[джерело?] встановлюватися замість щитових[що це?] приладів, якщо при цьому зберігається клас точності вимірювань.
Варіантом телеметрії є телемоніторинг — отримання інформації про стан деякого об'єкта на відстані Інформація про стан виводиться на пульт, як правило, у візуальному вигляді (на екрани комп'ютерних моніторів за допомогою програм, що здійснюють приймання даних телеметрії і моніторингу, або за допомогою інших засобів індикації). Для аварійних і попереджувальних сигналів застосовуються також засоби звукової індикації.
Телесигналізація з електроустановок, які знаходяться в оперативному управлінні кількох диспетчерських пунктів, як правило, повинна передаватися на вищестоящий диспетчерський пункт шляхом ретрансляції або відбору з нижчестоящого диспетчерського пункту. Система передачі інформації, як правило, повинна виконуватися не більше ніж з одним щаблем ретрансляції. Для телесигналізації стану або положення устаткування електроустановок, як правило, повинен використовуватися як датчик один допоміжний контакт або контакт реле-повторювача.